# Noua Republică (Războiul stelelor)
Noua Republică este un guvern fictiv din universul Războiul stelelor. Guvernul este o refacere a vechii Republici Galactice, un stat democratic care a condus galaxia mai mult de 25 de mii de ani până la reorganizarea sa ca Imperiul Galactic. Noua Republică apare prima oară în Trezirea Forței (2015) unde este decrisă ca fiind forța care conduce galaxia și ținta primară a atacurilor Primului Ordin, o putere militară care dorește restaurarea vechiului Imperiu Galactic.
Un an după victoria decisivă în Bătălia de la Endor așa cum apare în Întoarcerea lui Jedi (1983), Alianța Rebelilor se reorganizează într-o Nouă Republică.
În Ultimii Jedi (2017), Noua Republică este efectiv decapitată după distrugerea Senatului Galactic. Primul Ordin, sub conducerea Conducătorului Suprem Snoke, preia militar puterea. 

Drapelul Noii Republici prezent în sezonul 3 din The Mandalorian.

## Legături externe
- New Republic la Wookieepedia: un wiki Războiul stelelor